# Espoo United
L'Espoo United est un club de hockey sur glace d'Espoo en Finlande.

## Historique
À la suite de la faillite des Espoo Blues au terme de la saison 2015-2016, l'ancien propriétaire de la franchise, Jussi Salonoja, crée une nouvelle équipe pour la remplacer dans le but qu'elle intègre éventuellement la Liiga: L'Espoo United. Il crée également une sélection féminine. En 2016, l'Espoo United intègre la Mestis, second échelon finlandais. Les débuts sont prometteur puisque l'équipe remporte la médaille de bronze de la compétition dans sa saison initiale. Cependant, l'équipe succombe au même problèmes que son prédécesseur et déclare faillite à la fin de sa seconde saison. L'équipe disparaît officiellement à la fin de la saison 2017-2018.
Une nouvelle structure est créée pour succéder au club, le Kiekko-Espoo.

## Statistiques par saison
| Saison    | PJ | V  | D  | DP | BP  | BC  | Pts | Classement | Séries éliminatoires               | Ligue  |
| --------- | -- | -- | -- | -- | --- | --- | --- | ---------- | ---------------------------------- | ------ |
| 2016–2017 | 50 | 25 | 18 | 7  | 132 | 138 | 77  | 5e place   | Médaille de bronze                 | Mestis |
| 2017–2018 | 50 | 24 | 23 | 3  | 141 | 147 | 69  | 9e place   | Exclusion des séries éliminatoires | Mestis |

## Capitaines
| Année     | Nom du joueur   |
| --------- | --------------- |
| 2016-2017 | Jimi Santala    |
| 2016-2018 | Kim Hirschovits |

| Année     | Nom du joueur      |
| --------- | ------------------ |
| 2016-2017 | Janne Puhakka      |
| 2016-2017 | Markus Piispanen   |
| 2016-2018 | Jiri Veistola      |
| 2016-2018 | Victor Westermarck |
| 2017-2018 | Juuso Forsström    |
| 2017-2018 | Kai Lehtinen       |

## Entraineurs
| Année     | Nom du joueur |
| --------- | ------------- |
| 2016-2017 | Timo Hirvonen |
| 2016-2018 | Niko Marttila |